# Nuculana vestita
Nuculana vestita is een tweekleppigensoort uit de familie van de Nuculanidae. De wetenschappelijke naam van de soort is voor het eerst geldig gepubliceerd in 1898 door Locard als Leda vestita.